# Placosaris egerialis
Placosaris egerialis là một loài bướm đêm trong họ Crambidae.